# Xudeydi
Ahmed Ismail Hussein Hudeidi, conocido como Xudeydi (en somalí: Axmed Ismaaciil Xudeydi; 15 de abril de 1928 - Londres, 7 de abril de 2020), fue un músico somalí pionero en la creación de la música somalí.

## Carrera musical
Cuando Hudeidi tenía 14 años, su padre lo llevó a una fiesta en Adén, Yemen, donde conoció a un hombre árabe que tocaba el oud. A Hudeidi le gustó el instrumento y comenzó a aprender a tocarlo con Abdullahi Qarshe, que aconsejó al padre de Hudeidi que comprara a su hijo un oud y un pico en lugar de un bolígrafo y un libro. Sin embargo, el maestro de Hudeidi le aconsejó que aprendiera a tocar la batería, debido a su constante tamborileo en el escritorio.
Hudeidi tocó en Somalia durante periodos de las décadas de 1950 y 1960. Los funcionarios somalíes intentaron prohibir la música como una distracción y etiquetaron a los músicos como demonios. En 1973, se mudó a Reino Unido, donde actuó en funciones privadas como bodas familiares y enseñó a otros a tocar el instrumento.
Culminó su carrera artística después de ofrecer su último concierto en febrero de 2020, en el Centro de Artes y Cultura Somalí Kayd ubicado en Tower Hamlets, Londres.

## Fallecimiento
Ingresó el 3 de abril de 2020, en el hospital de Londres con síntomas de COVID-19. Murió a los ochenta y nueve años el 7 de abril a causa de dicha enfermedad, causado por el virus del SARS-CoV-2 durante la pandemia de enfermedad por coronavirus.